# Podosoma
Podosoma – pseudotagma budująca ciało niektórych roztoczy.
Podosoma stanowi część idiosomy na której osadzone są odnóża kroczne, a więc obejmuje segmenty ciała od III do IV. 
U roztoczy właściwych grzbietowa część podosomy uległa wycofaniu i w jej skład wchodzą jedynie nasady odnóży. I tak u Prostigmata podosoma stanowi w brzuszno-środkową część ciała. Ponadto w grupie tej podosoma podzielona może być biegnącą między odnóżami II i III pary bruzdą sejugalną na przednią propodosomę (wchodzącą w skład proterosomy) oraz tylną metapodosomę (wchodzącą w skład hysterosomy).